# Ronan (Montana)
Ronan è un comune (city) degli Stati Uniti, situato nella Contea di Lake, nello Stato del Montana.

## Geografia fisica
La città è situata a circa 19 km a sud del Flathead Lake e nella parte nord-occidentale dello Stato.
Le coordinate geografiche di Ronan sono 47°31′40″N 114°06′01″W (47,527758, -114,100189). Ronan ha una superficie di 2,8 km², interamente coperti da terra. Le località più vicine sono Pablo, Charlo, Polson, Kerr, Turtle Lake e Kicking Horse. La città è situata a 929 m s.l.m.

## Società

### Evoluzione demografica
Secondo il censimento del 2000, Ronan contava 1.812 abitanti e 402 famiglie residenti nella città. La densità di popolazione era di 647,14 abitanti per chilometro quadrato. Le unità abitative erano 755, con una media di 269,64 per chilometro quadrato. 
La divisione razziale contava il 62,42% di bianchi, lo 0,11% di afroamericani, il 33,06% di nativi americani, lo 0,11% di asiatici e lo 0,44% di altre razze. Gli ispanici o i latini erano il 3,37% della popolazione residente.